# Wim Crusio
Wim E. Crusio es un neurogenetista conductual neerlandés, y un directeur de recherche (director de investigaciones) en el Centre National de la Recherche Scientifique en Talence, Francia.

## Educación y carrera
Crusio obtuvo un M.Sc. y luego un Ph.D. por la Universidad Radboud de Nimeguen en 1979 y en 1984, respectivamente. Para su maestría, realizó investigaciones en genética conductual, taxonomía vegetal, y fitosociología. Su revisión de Anubias sigue generando interés. Su trabajo en taxonomía vegetal se prolongó durante varios años más, con publicaciones sobre el género Samolus y descripciones de una nueva especie de la familia Araceae gro. Lagenandra, L.dewitii; en 1986. Para su tesis de PhD, Crusio estudió la herencia de los efectos de anosmia sobre conductas exploratorias de ratas, y más en general la arquitectura genética de esas conductas exploratorias, usando métodos de genética cuantitativa tales como el cruzamiento dialelo. De 1984 a 1987, Crusio trabajó como postdoctorando en la Universidad de Heidelberg, becado por la Fundación Alexander von Humboldt. Durante 1988, Crusio pasó un año en París, becado por la Fundación Fyssen. Luego retornó a Heidelberg como científico sénior antes de ser reclutado como encargado de investigaciones por la CNRS, inicialmente trabajando en un instituto de la Universidad René Descartes (París V) y más tarde al campus CNRS en Orléans, siendo promovido a directeur de recherche. En 2000 es profesor de psiquiatría en la Escuela de Medicina Universidad de Massachusetts en Worcester, Massachusetts, retornando a CNRS en 2005 como líder grupal en la Centro de Neurociencias Integrativas y Cognitivas en Talence, suburbio de Burdeos.

## Estudios

### Comportamientos exploratorios
Cuando se enfrentan a un nuevo entorno, los animales no sésiles-predatores a menudo se dedicarán a conductas exploratorias. Junto con su mentor Hans van Abeelen, Crusio hipotetizó que, por un lado, eso sería ventajoso (ya que permiten a los animales encontrar recursos, tales como agua, alimentos, etc.), pero por otro lado desventajoso (porque moverse en territorio desconocido se presentarán animales vulnerables a la depredación). Tal selección estabilizante se espera que conduzca a una arquitectura genética que se caracteriza por una dominancia ambidireccional. Este hecho se encontró tanto para ratones y para el pez del paraíso.

### Fibras musgosas del hipocampo
Durante su postdoctorado, Crusio se interesó en la herencia de las variaciones neuroanatómicas en el hipocampo de ratas, mostrando que cerca del 50% de la variación hallada entre diferentes cepas innatas de ratas en los tamaños intra e infrapiramidal de las proyecciones de fibras musgosas del hipocampo (IIPMF) podrían ser atribuidos a la herencia. Previamente se mostró por Herbert Schwegler y Hans-Peter Lipp que tales variaciones están correlacionados con la capacidad de la rata en dirigir una tarea de evitación activa bidireccional, animales con pequeñas proyecciones de aprendizaje mucho más rápido que los animales mayores IIPMF. Con Schwegler y Lipp, Crusio mostró que hay un correlación inversa, o sea, los animales con más IIPMF aprenden mejor, habiéndose encontrado para la memoria espacial en una tarea de laberinto de brazos radiales. Esta correlación era susceptible a la manipulación experimental, mediante la inducción hipertiroide postnatal temprana, inyectando a cachorros con tiroxina, resultando en un alargamiento de la propyección IIPMF. Como era de esperar, cuando los ratones de una cepa con proyecciones IIPMF escasos, con hipertiroidismo, mostraron IIPMF ampliado y mejoraron la capacidad con el laberinto radial de aprendizaje. Juntos, Crusio y colaboradores piensan que es altamente probable que esa correlación es causal, aunque esto no es universalmente aceptado.

### Modelo en ratas de la depresión
Cuando una rata es expuesta a impredecible estrés crónico medio (UCMS), exhibe síntomas reminiscentes de desórdenes depresivos mayores en humanos. Como se ha sugerido que los déficits en la neurogénesis adulta en el hipocampo, podrían subyacer a la depresión. Crusio y sus colaboradores realizaron una serie de experimentos que investigan los cambios en el comportamiento y la neurogénesis en ratones que habían sido sometidos a UCMS; mostrando cambios dramáticos en los niveles de agresión, ansiedad, conductas cuasi depresivas, y aprendizaje, con una caída concomitante en neurogénesis. Sin embargo, los resultados fueron cepa- y sexo-específicas; y, no parecía haber una correlación clara entre los diferentes cambios, por lo que finalmente llegaron a la conclusión de que aunque sus datos no refutan la idea de que los déficits en la neurogénesis del hipocampo exclusivamente subyacen a las alteraciones del comportamiento observados en los trastornos psiquiátricos humanos, tales como la depresión, no proporcionan apoyo a esa hipótesis.

### Modelo en ratas del autismo
Más recientemente, Crusio investigó la posibilidad que el ratón knockout Fmr1 podría quizás usarse como modelo para autismo. Esa idea se basó en el gecho de que pacients sufriendo de síndrome X frágil, causado por deficiencia en el gen FMR1 frecuentemente muestran síntomas de autismo. Un buen modelo de ratón para ese síndrome X frágil se dispone en la forma de laucha en donde el gen Fmr1 (el homólogo del gen humano FMR1) ha sido invalidado. Una revisión de los resultados obtenidos, con esos ratones, en muchos laboratorios diferentes, efectivamente, indican que estos animales muestran síntomas similares al autismo , especialmente cambios en comportamiento social, un síntoma clave del autismo.

## Actividades editoriales
Crusio es redactor jefe fundador, de Genes, Brain and Behavior, que comenzó en 2002 y actualmente tiene un factor de impacto de 4,061, ranqueado 63.º de 237 revistas listadas en las categorías de las neurociencias y 6.º de 48 en la categoría de las Ciencias de la conducta. Las normas para la publicación de estudios de ratones mutantes que él y sus coeditores desarrollaron para esa revista y han sido gradualmente aceptadas en es campo. Desde 2017, Crusio es redactor jefe de Behavioral and Brain Functions. Es editor académico de PLoS ONE y sirvió como editor asociado de Behavioral and Brain Sciences (1991–2008) y de The ScientificWorldJournal (2002-2011). Crusio sirvió en comités editoriales de Behavioral and Brain Functions, Behavior Genetics (1991–1995), Behavioural Brain Research (1997–2007), BMC Neuroscience, BMC Research Notes, Frontiers in Behavioral Neuroscience, Journal of Visualized Experiments, Molecular Brain, Neurogenetics (1998–2006), and Physiology and Behavior. Editó temas especiales para las revistas Behavior Genetics, Behavioural Brain Research, Physiology and Behavior (con Robert Gerlai), Hippocampus (con Aryeh Routtenberg), y Brain Research Bulletin (con Catherine Belzung y Robert Gerlai). Junto con Robert Gerlai han sido editados un libro de texto sobre técnicas de genética molecular para psicobiología.

## Servicio a la comunidad
En 1996, Crusio fue uno de los dos cofundadores de la International Behavioural and Neural Genetics Society, para lo cual se desempeñó como miembro general del comité ejecutivo, tesorero, y presidente (1998–2001). En 2011 recibió de esa sociedad el "Distinguished Service Award", which is given for exceptional contributions to the field of behavioral neurogenetics. Crusio también sirvió en los comités ejecutivos de Behavior Genetics Association (de la cual renunicó en protesta con Glayde Whitney), la European Brain and Behaviour Society, y la International Behavioral Neuroscience Society (IBNS), y ha sido presidente de la Dutch Behavior Genetics Contact Group. Ha sido miembro de varios comités de programas para encuentros científicos, en especial el 8.º y el 10.º World Congresses of Psychiatric Genetics y vicepresidente en 2008, 2009, 2010, y en 2011 del Annual Meetings of the IBNS.

## Artículos significativos
De acuerdo a la Web of Science, la obra de Crusio se cita más de 3.200 veces y tiene un índice h de 33. Algunos papeles importantes son:
- Crusio WE, Genthner-Grimm G, Schwegler H (2007). «A quantitative-genetic analysis of hippocampal variation in the mouse». Journal of Neurogenetics 21 (4; Special Retrospective Issue: The Origins of Neurogenetics): 197-208. PMID 18161583. doi:10.1080/01677060701715827. Original publication: Crusio, W. E.; Genthner-Grimm, G; Schwegler, H (julio de 1986). «A Quantitative-Genetic Analysis of Hippocampal Variation in the Mouse». Journal of Neurogenetics 3 (4): 203-214. PMID 3746523. doi:10.3109/01677068609106850.
- Crusio WE, Schwegler H, Lipp HP (noviembre de 1987). «Radial-maze performance and structural variation of the hippocampus in mice: a correlation with mossy fibre distribution». Brain Research 425 (1): 182-185. PMID 3427419. doi:10.1016/0006-8993(87)90498-7.
- Crusio WE, Schwegler H, van Abeelen JH (febrero de 1989). «Behavioral responses to novelty and structural variation of the hippocampus in mice. II. Multivariate genetic analysis». Behavioural Brain Research 32 (1): 81-88. PMID 2930637. doi:10.1016/S0166-4328(89)80075-0.
- Crusio WE (noviembre de 2001). «Genetic dissection of mouse exploratory behaviour». Behavioural Brain Research 125 (1–2): 127-132. PMID 11682103. doi:10.1016/S0166-4328(01)00280-7.
- Crusio WE, Goldowitz D, Holmes A, Wolfer D (febrero de 2009). «Standards for the publication of mouse mutant studies». Genes, Brain and Behavior 8 (1): 1-4. PMID 18778401. doi:10.1111/j.1601-183X.2008.00438.x.
- Estimating heritabilities in quantitative behavior genetics: A station passed. Behavioral and Brain Sciences 13: 127–128. 1990

- La abreviatura «Crusio» se emplea para indicar a Wim Crusio como autoridad en la descripción y clasificación científica de los vegetales.[59]